# Powiat pińczowski
Powiat pińczowski – powiat w Polsce (województwo świętokrzyskie), w dolinie rzeki Nidy, utworzony w 1999 roku w ramach reformy administracyjnej. Jego siedzibą jest miasto Pińczów.
W skład powiatu wchodzą:
- gminy miejsko-wiejskie: Działoszyce, Pińczów
- gminy wiejskie: Kije, Michałów, Złota
- miasta: Działoszyce, Pińczów

Według danych z 31 grudnia 2019 roku powiat zamieszkiwało 38 926 osób. Natomiast według danych z 30 czerwca 2020 roku powiat zamieszkiwało 38 691 osób.

## Gminy
Liczba ludności i powierzchnia gmin 31 grudnia 2010 r.
| Gmina                      | Ludność         | Powierzchnia           |
| -------------------------- | --------------- | ---------------------- |
| Pińczów (w tym miasto)     | 21 556 (11 303) | 212,82 km² (14,33 km²) |
| Działoszyce (w tym miasto) | 5 361 (991)     | 105,76 km² (1,92 km²)  |
| Złota                      | 4 730           | 82,01 km²              |
| Michałów                   | 4 765           | 112,09 km²             |
| Kije                       | 4 533           | 100,17 km²             |
| Razem                      | 40 945          | 612,85 km²             |

## Demografia

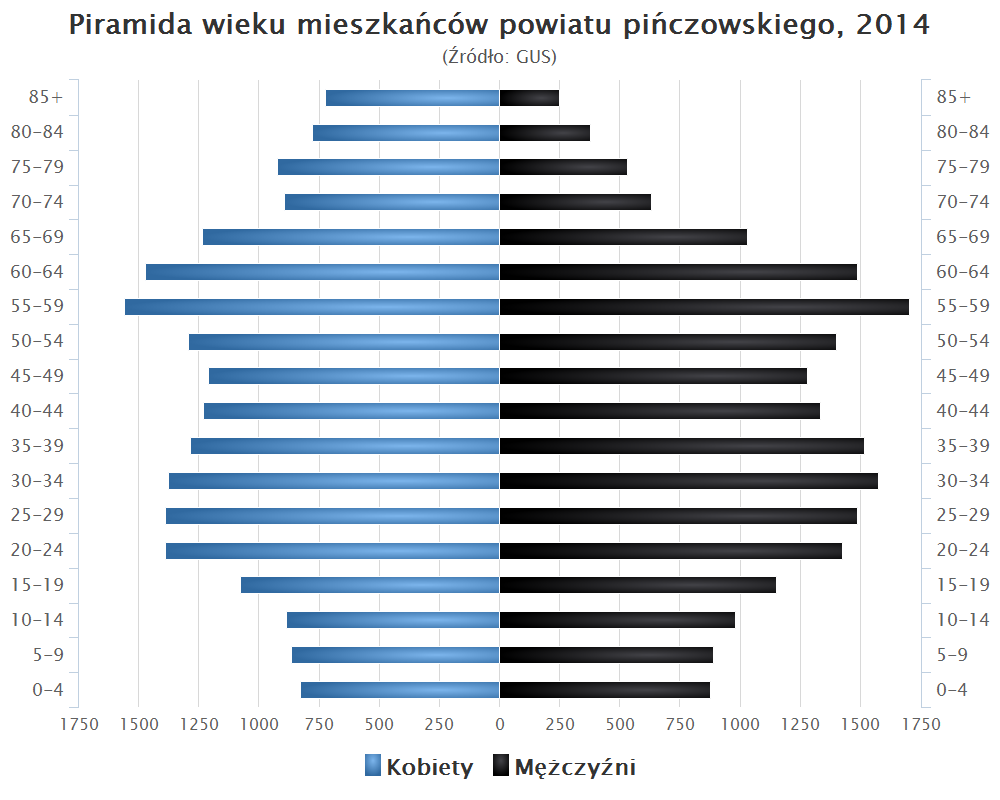
Piramida wieku mieszkańców powiatu pińczowskiego w 2014 roku

Liczba ludności (dane z 31 grudnia 2010):
|        | Ogółem | Ogółem | Kobiety | Kobiety | Mężczyźni | Mężczyźni |
| osób   | %      | osób   | %       | osób    | %         |           |
| ------ | ------ | ------ | ------- | ------- | --------- | --------- |
| Ogółem | 40 945 | 100    | 20 742  | 50,66   | 20 203    | 49,34     |
| Miasto | 12 294 | 30,03  | 6321    | 15,44   | 5973      | 14,59     |
| Wieś   | 28 651 | 69,97  | 14 421  | 35,22   | 14 230    | 34,75     |

▶Wieś vs ▶miasto
Ogółem (▶k, ▶m)
Miasto (▶k, ▶m)
Wieś (▶k, ▶m)

## Położenie geograficzne
Graniczy z powiatami:
- kieleckim na północy i północnym wschodzie,
- buskim na wschodzie,
- kazimierskim na południu,
- miechowskim (woj. małopolskie) na zachodzie,
- jędrzejowskim na północy i północnym zachodzie.

Obszar ten wchodzi w skład makroregionu Niecki Nidziańskiej stanowiącej rozległe obniżenia pomiędzy Wyżyną Krakowsko–Częstochowską, a Wyżyną Kielecką. W skład powiatu wchodzą w całości lub części następujące mezoregiony: Garb Pińczowski, Dolina Nidy, Płaskowyż Jędrzejowski, Niecka Solecka, i Garb Wodzisławski. Na granicy południowej części na odcinku ok. 4 km przepływa rzeka Nidzica.
Teren powiatu pińczowskiego mimo niewielkiej powierzchni (613 km²) posiada niepowtarzalne walory krajobrazowe, co spowodowało, że prawie cała powierzchnia jest objęta różnymi formami ochrony w ramach trzech parków krajobrazowych: Kozubowskiego, Nadnidziańskiego oraz Szanieckiego Parku Krajobrazowego.